# Julius Grégr

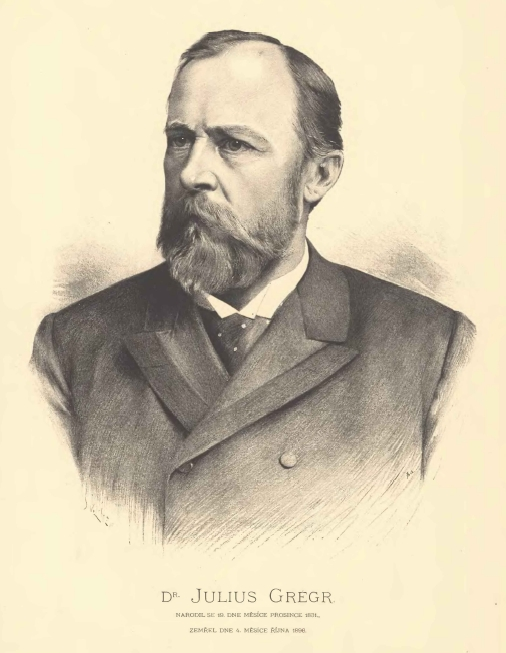
Julius Grégr

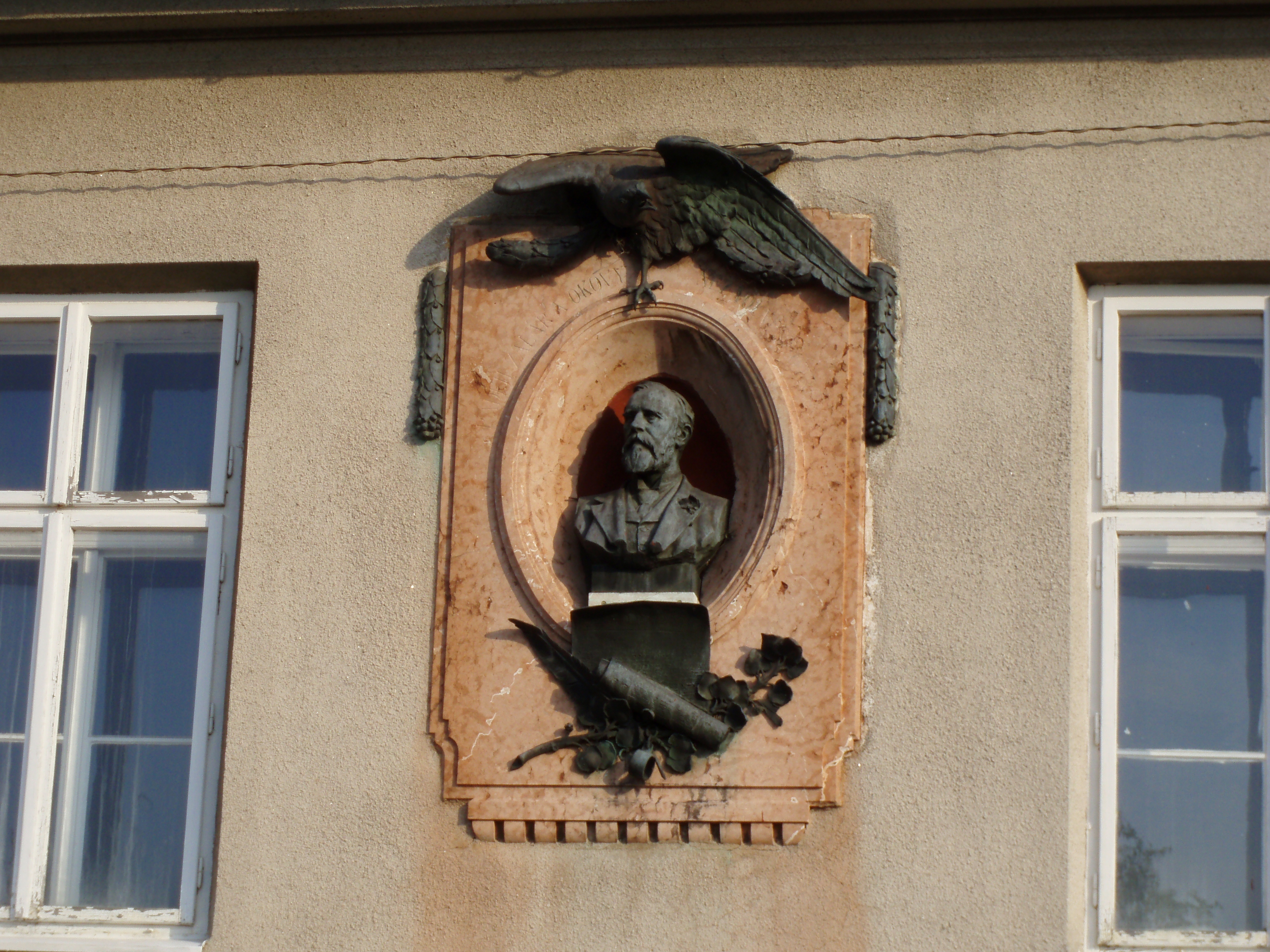
Gedenktafel am Geburtshaus

Julius Grégr (Geburtsname: Julius Gröger; * 19. Dezember 1831 in Březhrad; † 4. Oktober 1896 in Dol) war ein böhmisch-tschechischer Politiker und Journalist.

## Leben
Julius Gröger wurde in eine gemischtsprachige Familie geborenen. Seine Mutter stammte aus Steyr, sein Vater war, trotz seines deutschen Namens Gröger, Tscheche. Später tschechisierten ihre Söhne, Julius und sein Bruder Eduard, ihren Familiennamen zu „Grégr“. Er studierte Jura an der Universität Prag und wurde 1859 promoviert. 1860 suchten die Vertreter der tschechischen nationalen Parteien (Patrioten) eine Person, die der österreichischen Monarchie bisher nicht aufgefallen war, so dass sie dieser verlässlichen und fähigen Person die Herausgabe einer tschechischen Tageszeitung erlauben würde. Diese fanden sie im Julius Grégr, der dann am 1. Januar 1861 die erste Ausgabe der Národní listy herausgab.
Er war an der Seite von Karel Sladkovský im Dezember 1874 Mitbegründer der Nationalen freidenkerischen Partei (Národní strana svobodomyslná). Für die Partei schrieb er auch deren Programm. In den 1870er Jahren übernahm er die Führung der jungböhmischen Bewegung. Ihm ist auch, durch seinen hohen Bekanntheitsgrad, der Erfolg der Jungböhmen bei den Parlamentswahlen 1889 und 1891 zuzuschreiben.
Nach zwei Jahren erfolgreicher Politik erkrankte er und wandte sich vom politischen Leben ab. Er erwarb 1893 die Máslovicer Mühle in Dol, die ihm bis zu seinem Tode als Sommersitz diente. Grégr war zweimal verheiratet und hatte mit jeder Frau sechs Kinder.
Grégr war Abgeordneter des Landes- und Reichsparlamentes. Berühmt wurde er als Eigentümer und Verleger der größten Tageszeitung Nationalblätter (Národní listy). Als Eigentümer und Herausgeber waren seine wichtigsten Eigenschaften die eigene gern gelesene Kritik und die Fähigkeit, gute Mitarbeiter auszuwählen. Er kämpfte für böhmische nationale Rechte und wurde für seine Einstellung von österreichischer Regierung verfolgt und inhaftiert. Tschechen, die in der „nationalen Frage“ anders dachten als er, griff er an und denunzierte sie. So veröffentlichte er seit den 1860er Jahren Namenslisten tschechischer Familien, die ihre Kinder auf deutschsprachige Schulen schickten. Zu Beginn seiner politischen Karriere war er ein freidenkender Demokrat, der eine tiefe Abneigung gegen den Adel und den Klerus empfand.